# Ibăr (berg)
Ibăr (bulgariska: Ибър) är ett berg i Bulgarien.   Det ligger i regionen Blagoevgrad, i den västra delen av landet, 70 km sydost om huvudstaden Sofia. Toppen på Ibăr är 2 660 meter över havet, eller 368 meter över den omgivande terrängen. Bredden vid basen är 7,6 km. Ibăr ingår i Rilabergen.
Terrängen runt Ibăr är kuperad åt sydost, men åt nordväst är den bergig. Ibăr ligger uppe på en höjd som går i öst-västlig riktning. Närmaste större samhälle är Kostenets, 13,5 km nordost om Ibăr. 
Trakten runt Ibăr består i huvudsak av gräsmarker. Runt Ibăr är det ganska glesbefolkat, med 30 invånare per kvadratkilometer.